# Heilige Familie (Zakopane)

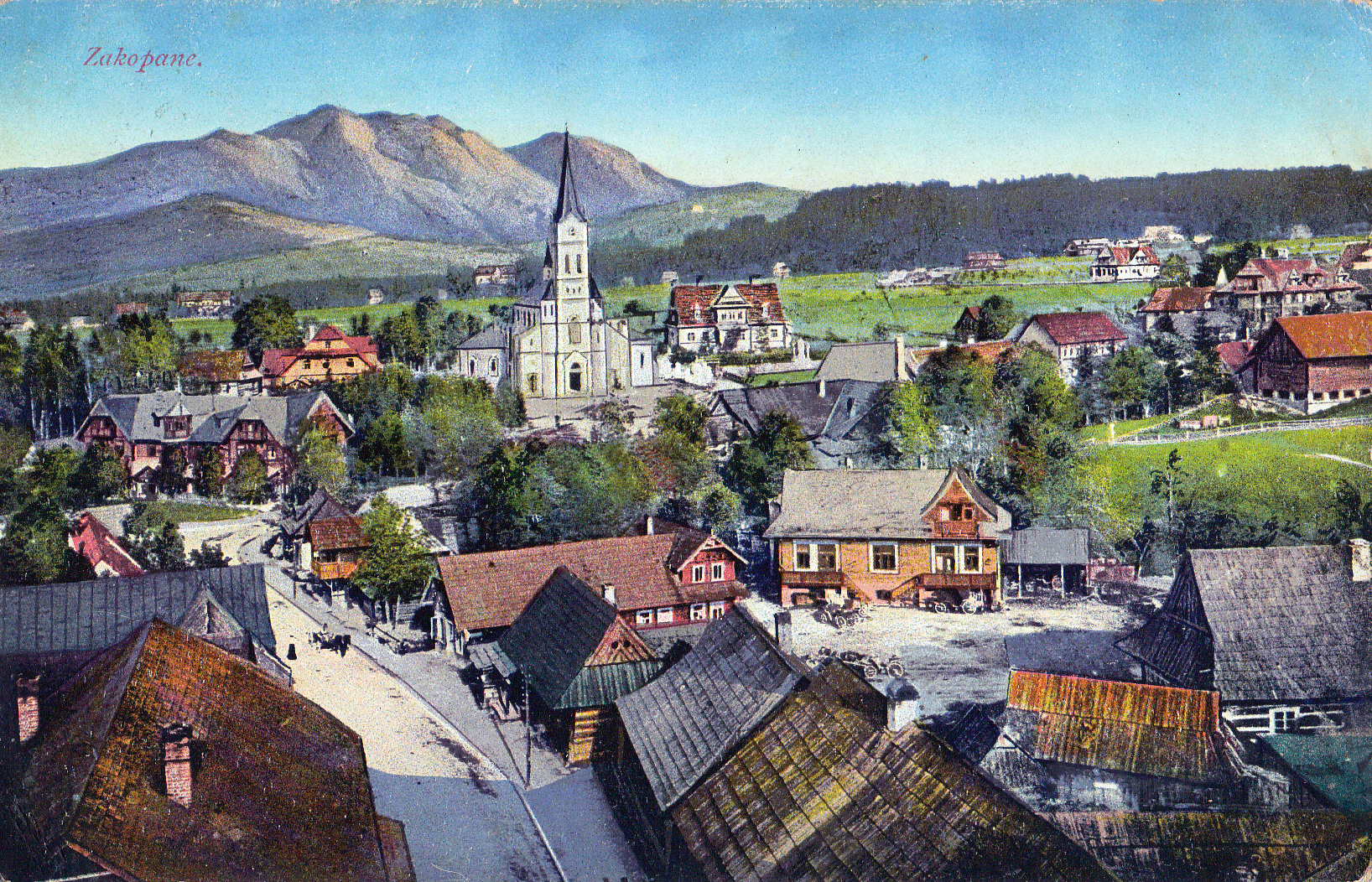
Postkarte von 1916

Die katholische Kirche Heilige Familie (poln. Kościół Świętej Rodziny) in Zakopane wurde in den Jahren 1877 bis 1896 von Józef Pius Dziekoński im Stil der Neuromanik auf Initiative von Pfarrer Józef Stolarczyk erbaut. Der Bau wurde zum großen Teil von Władysław Zamoyski finanziert. Der Innenraum wurde im Zakopane-Stil entworfen, wobei der Hauptaltar von Kazimierz Wakulski und die Farbfassung sowie die Buntglasfenster von Janusz Kotarbiński gestaltet wurden. 1899 erfolgte die Weihe unter dem Patrozinium der Heiligen Familie durch den Krakauer Bischof Jan Puzyna. Das Gebäude steht unter Denkmalschutz. Der 1942 im KZ Auschwitz ermordete und 1999 mit weiteren 107 polnischen Märtyrern seliggesprochene katholische Geistliche Piotr Dańkowski war von 1935 bis 1941 Dekan der Kirche. Papst Johannes Paul II. feierte 1997 eine hl. Messe in der Kirche.

## Geographische Lage
Die Kirche befindet sich im Zakopaner Zentrum an der Flaniermeile Krupówki im Vortatragraben am Fuße der Tatra.